# Ditropopsis
Ditropopsis is een geslacht van weekdieren uit de klasse van de Gastropoda (slakken).

## Soorten
- Ditropopsis adesmospira Möllendorff, 1895
- Ditropopsis aenigmatica (Van Benthem Jutting, 1963)
- Ditropopsis alta Greķe, 2014
- Ditropopsis benthemjuttingae Greķe, 2011
- Ditropopsis biroi (Soós, 1911)
- Ditropopsis cincta Vermeulen, Liew & Schilthuizen, 2015
- Ditropopsis constricta Vermeulen, Liew & Schilthuizen, 2015
- Ditropopsis davisoni Vermeulen, Liew & Schilthuizen, 2015
- Ditropopsis fultoni E. A. Smith, 1897
- Ditropopsis gradata Quadras & Möllendorff, 1896
- Ditropopsis halmaherica Greķe, 2014
- Ditropopsis heterospirifera (Van Benthem Jutting, 1958)
- Ditropopsis imadatei (Habe, 1965)
- Ditropopsis ingenua (O. Boettger, 1891)
- Ditropopsis koperbergi (Zilch, 1955)
- Ditropopsis magna Greķe, 2014
- Ditropopsis majalibit Greķe, 2014
- Ditropopsis mira Möllendorff, 1891
- Ditropopsis mirabilis Greķe, 2011
- Ditropopsis moellendorffi (O. Boettger, 1891)
- Ditropopsis monticola Greķe, 2014
- Ditropopsis obiensis Greķe, 2011
- Ditropopsis pallidioperculata Greķe, 2014
- Ditropopsis papuana E. A. Smith, 1897
- Ditropopsis perlucidula Greķe, 2011
- Ditropopsis pusilla Quadras & Möllendorff, 1895
- Ditropopsis pyramis Greķe, 2014
- Ditropopsis spiralis (O. Boettger, 1891)
- Ditropopsis tamarau Greķe, 2014
- Ditropopsis telnovi Greķe, 2014
- Ditropopsis trachychilus Vermeulen, Liew & Schilthuizen, 2015
- Ditropopsis tritonensis Greķe, 2011
- Ditropopsis tyloacron Vermeulen, Liew & Schilthuizen, 2015
- Ditropopsis unicarinata Greķe, 2014
- Ditropopsis waigeoensis Greķe, 2014
- Ditropopsis wallacei Greķe, 2014